# Nigel Williams
Nigel Williams (Cheadle, 20 gennaio 1948) è un romanziere, sceneggiatore e drammaturgo britannico.

## Biografia
Ha studiato alla Scuola di Highgate e Oriel College, Oxford, è sposato con tre figli e vive a Putney, a sud-ovest di Londra. Dopo la laurea a Oxford, Williams ha aderito alla BBC come tirocinante generale, e ha lavorato come produttore artistico per la Corporation fino a diventare l'editore di Omnibus e Bookmark. Williams è stato anche lo sceneggiatore principale per la seconda stagione - sulla base di miti greci - della acclamata serie di Jim Henson Narratore. Il suo primo romanzo, intitolato La mia vita chiusa due volte, ha vinto il Somerset Maugham Award nel 1978. 
Da un suo famoso testo teatrale, Nemico di classe (Class enemy, 1978) sono state realizzate due versioni cinematografiche: la prima nel 1983 con la regia di Peter Stein, la seconda nel 2013 con la regia del giovane esordiente sloveno Rok Biček. In Italia Nemico di classe è stato messo in scena dal regista e attore Elio De Capitani (1983). Una versione in dialetto napoletano è stata realizzata nel 1995 dalla regista Angiolina Campanelli, con la scenografia di Bruno Garofalo.